# میزکار روکس
میزکار روکس (به انگلیسی: ROX Desktop) یک محیط میزکار برای سامانه پنجره اکس است. میزکار روکس یک نرم‌افزار آزاد است و تحت پروانه جی‌پی‌ال منتشر می‌شود. این میزکار بر اساس مدیر پرونده روکس فایلر است.